# Halanthium
Halanthium là chi thực vật có hoa trong họ Amaranthaceae.